# 30 ربيع الآخر
- السبت
- الأحد
- الاثنين
- الثلاثاء
- الأربعاء
- الخميس
- الجمعة

- 2528 سبتمبر 2024
- 2629 سبتمبر 2024
- 2730 سبتمبر 2024
- 281 أكتوبر 2024
- 292 أكتوبر 2024
- 303 أكتوبر 2024
- 14 أكتوبر 2024
- 25 أكتوبر 2024
- 36 أكتوبر 2024
- 47 أكتوبر 2024
- 58 أكتوبر 2024
- 69 أكتوبر 2024
- 710 أكتوبر 2024
- 811 أكتوبر 2024
- 912 أكتوبر 2024
- 1013 أكتوبر 2024
- 1114 أكتوبر 2024
- 1215 أكتوبر 2024
- 1316 أكتوبر 2024
- 1417 أكتوبر 2024
- 1518 أكتوبر 2024
- 1619 أكتوبر 2024
- 1720 أكتوبر 2024
- 1821 أكتوبر 2024
- 1922 أكتوبر 2024
- 2023 أكتوبر 2024
- 2124 أكتوبر 2024
- 2225 أكتوبر 2024
- 2326 أكتوبر 2024
- 2427 أكتوبر 2024
- 2528 أكتوبر 2024
- 2629 أكتوبر 2024
- 2730 أكتوبر 2024
- 2831 أكتوبر 2024
- 291 نوفمبر 2024
- 302 نوفمبر 2024
- 13 نوفمبر 2024
- 24 نوفمبر 2024
- 35 نوفمبر 2024
- 46 نوفمبر 2024
- 57 نوفمبر 2024
- 68 نوفمبر 2024

30 ربيع الآخر أو 30 ربيع الثاني أو يوم 30 \ 4 (اليوم الثلاثون من الشهر الرابع) هو اليوم التاسع عشر بعد المائة (119) من أيَّام السنة (أو العُشرون بعد المائة لو كان شهر صفر مُتممًا لليوم الثلاثين) وفق التقويم الهجري القمري (العربي). يبقى بعده 235 أو 236 يومًا لانتهاء السنة.

## أحداث
- 1329هـ - عقد المؤتمر المصري بالقاهرة تحت رعاية الإنجليز -الذين حاولوا تقسيم الدولة بين مسلمين ومسيحيين، وكسب وُدّ الفريقين وإثارة النعرات الطائفية فيما بينهم- بحجة مناقشة المسألة القبطية، ونتائج انعقاد المؤتمر القبطي في أسيوط.

## وفيات
- 1206هـ - محمد بن عبد الوهاب، إمام وأحد قادة الإصلاح الإسلامي في القرن الثاني عشر الهجري.

## وصلات خارجية
- موقع قصة الإسلام: حدث في شهر ربيع الأوَّل.